# Barents Airlink
Barents Airlink var namnet på flygverksamhet i norra Skandinavien som bedrevs av det svenska flygbolaget Nordkalottflyg grundat 1974 med bas på Luleå Airport. Flygbolaget hette fram till år 2008 Nordkalottflyg när det bytte namn till Scandinavian Air Ambulance. 

## Historia
Nordkalottflyg startade 1974 vid Luleå flygplats Kallax. Efter 1997 koncentrerades verksamheten kring charterresor i norra Europa. Nordkalottflyg startade den 18 oktober 2004 en flyglinje mellan Luleå och Kiruna som fortsatte till Tromsø som flögs med en Piper PA-31 som också hade använts för chartertrafiken. Rikstrafiken valde Nordkalottflyg för flyglinjen mellan Luleå och Pajala som började trafikeras i september 2005. De tog över efter European tidigare än avtalsstarten den 28 oktober 2005. Det utökades med en linje mellan Luleå och Murmansk den 8 juni 2006 (efter att ett ryskt flygbolag som flög där fått sina plan förbjudna i EU). Samma år sattes en Beach 200 in på linjen mellan Luleå och Tromsø och namnet på linjen ändrades till Barents Airlink
Ägaren till Nordkalottflyg Fly Partners AB köpte Lufttransport Ambulansflyg AB 2007 som kallades Scandinavian Air Ambulance. Nordkalottflyg blev sedan sammanslaget med eller bytte namn till Scandinavian Air Ambulance..Flybolaget lade ner verksamheten 2012. 
Bolaget flög flygplan från tillverkarna Beechcraft och Piper, och även en Jetstream som såldes till Svenska Direktflyg.
Barents Airlink har flugit följande reguljära förbindelser:
- Luleå flygplats - Pajala flygplats 2 gånger per dag (måndag-fredag)
- Luleå flygplats - Kiruna flygplats - Tromsø flygplats
- Luleå flygplats - Murmansk flygplats

## Flottan
Barens Airlink hade följande flygplan i maj 2008:
- BAe Jetstream 32
- Beechcraft Super King Air 200
- Piper PA-31 Navajo/Chieftain

## Källhänvisningar
1. ↑  ”MAJ 2008”. Sveaflyg.com. Arkiverad från originalet den 16 januari 2014. https://web.archive.org/web/20140116093939/http://www.sveaflyg.com/arkiv_maj2008.htm. Läst 12 april 2013.
2. ↑  Rickard Bolzek, Emil Dahlberg (20 maj 2005). ”Importgranskning av en Beech King Air 200” ( PDF). Luleå tekniska universitet Institutionen för Samhällsbyggande. sid. 10. https://www.diva-portal.org/smash/get/diva2:1021016/FULLTEXT01.pdf. Läst 12 april 2013.
3. ↑  Jackie Bortz (18 oktober 2004). ”Premiär för Norgeflyget”. Norrbottens kuriren. http://www.kuriren.nu/nyheter/?articleid=1514386. Läst 12 april 2013.
4. ↑  Mikael Leijon (7 juni 2005). ”Klart för flyg till Pajala”. Norrbottens kuriren. http://www.kuriren.nu/nyheter/?articleid=1988255. Läst 12 april 2013.
5. ↑  ARMI ROUSU (5 september 2005). ”Fler turistplan till Pajala”. Norrbottens kuriren. http://www.kuriren.nu/nyheter/?articleid=2100924. Läst 12 april 2013.
6. ↑  Jackie Bortz (24 maj 2006). ”Nytt flyg på tvären”. Norrbottens kuriren. http://www.kuriren.nu/nyheter/?ArticleID=1392232. Läst 12 april 2013.
7. ↑  Håkan Zerpe (15 november 2006). ”Ökad kapacitet planeras på flyget”. Norrbottens kuriren. http://www.kuriren.nu/nyheter/?articleid=1434198. Läst 12 april 2013.
8. ↑  ”Tar över ambulansflyget”. Norrbottens kuriren. 15 september 2007. http://www.kuriren.nu/nyheter/default.aspx?articleid=1199143. Läst 12 april 2013.
9. ↑  Kenth Bergmark (29 maj 2008). ”Klart med ny flygoperatör”. http://www.kuriren.nu/nyheter/default.aspx?articleid=3718513. Läst 12 april 2013.